# Patch panel

Sezionatore di utenze elettriche, per le connessioni di un impianto teatrale di luci di scena.

Il patch panel o sezionatore è un sistema che interfaccia tra di loro sezioni diverse di un cablaggio. Tipicamente è composto da una serie di pannelli forati sul retro dei quali sono raccordate le sezioni di cablaggio. Tra un foro e l'altro, cioè tra due sezioni, è possibile realizzare un collegamento tramite un tratto di cavo, chiamato anche patch cord o corda.
Il cablaggio del patch panel è progettato in modo tale da raggruppare in maniera logica, per tipo e per utilizzo, tutti i cablaggi raccordati, in modo che sia agevole testarli, monitorarli o interconnetterli, con una flessibilità di impiego maggiore rispetto a un impianto fisso.

## Campi di utilizzo di un patch panel
Lo scopo principale di un cablaggio sezionato è di permettere la realizzazione di diverse connessioni tra i segnali in maniera semplice ed economica, evitando l'impiego di strumenti di commutazione più complessi. Il patch panel è un dispositivo di tipo passivo.
Una prima forma di patch panel si ha con i centralini telefonici manuali, in cui le connessioni venivano realizzate manualmente. Con il tempo, questo impiego è stato abbandonato a favore di impianti di commutazione automatica.
L'impiego dei patch panel è invece ampio nel settore dello spettacolo e più in particolare in quello televisivo, ed è molto diffuso anche nelle reti informatiche.

### Tipi di connessione

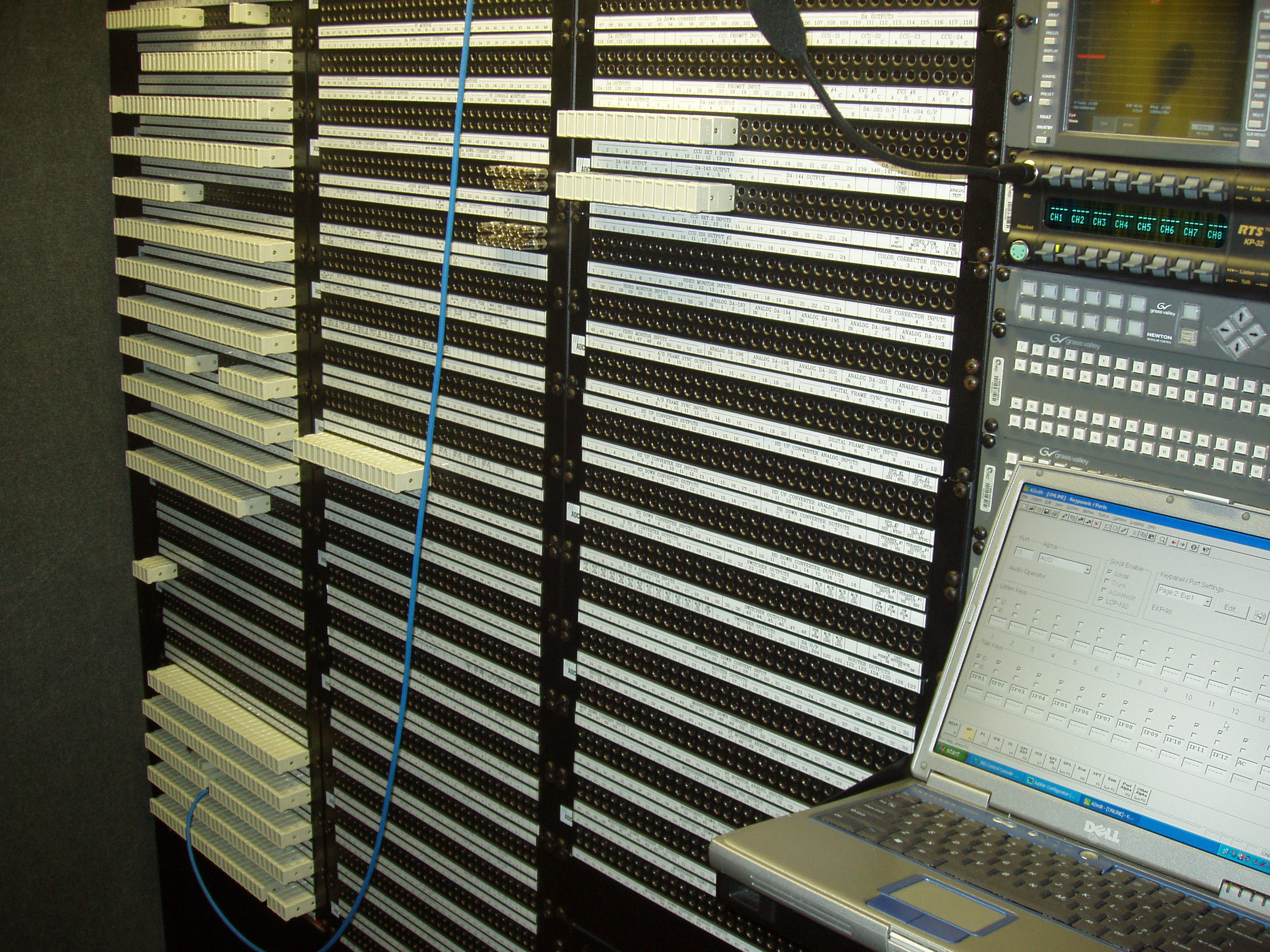
Sezionatore di segnali video di una regia mobile. Si noti sulla sinistra una serie di pannelli non normalizzati con raccordi inseriti e, in blu, una corda.

Ogni tipo di cablaggio è adatto in teoria all'impiego di un patch panel. A seconda del tipo di segnale, cambia il tipo di cavo che lo trasporta e il tipo di connettore utilizzato.
Esempi comuni di patch panel sono:
- Segnali video su cavo coassiale da 75 Ω. Esistono specifiche diverse a seconda del tipo di video. Questo tipo di patch panel è usato anche per l'audio digitale con interfaccia AES/EBU, nella variante AES3id; il connettore impiegato sul retro del patch panel è del tipo BNC, mentre le corde hanno un particolare connettore coassiale.
- Segnali audio analogici su coppia bilanciata o digitali AES/EBU. In questo caso I terminali del sezionatore sono di solito da saldare direttamente; le corde sono jack stereo o raccordi multipolari diversi a seconda del fabbricante.
- Connessioni seriali per interfacce di controllo, con terminali a saldare e corde che spesso usano cavi multipolari con connettori RJ45.
- Vari tipi di connessioni parallele per impieghi generali. Le connessioni sono spesso a saldare o a perforazione d'isolante, e le corde multipolari.

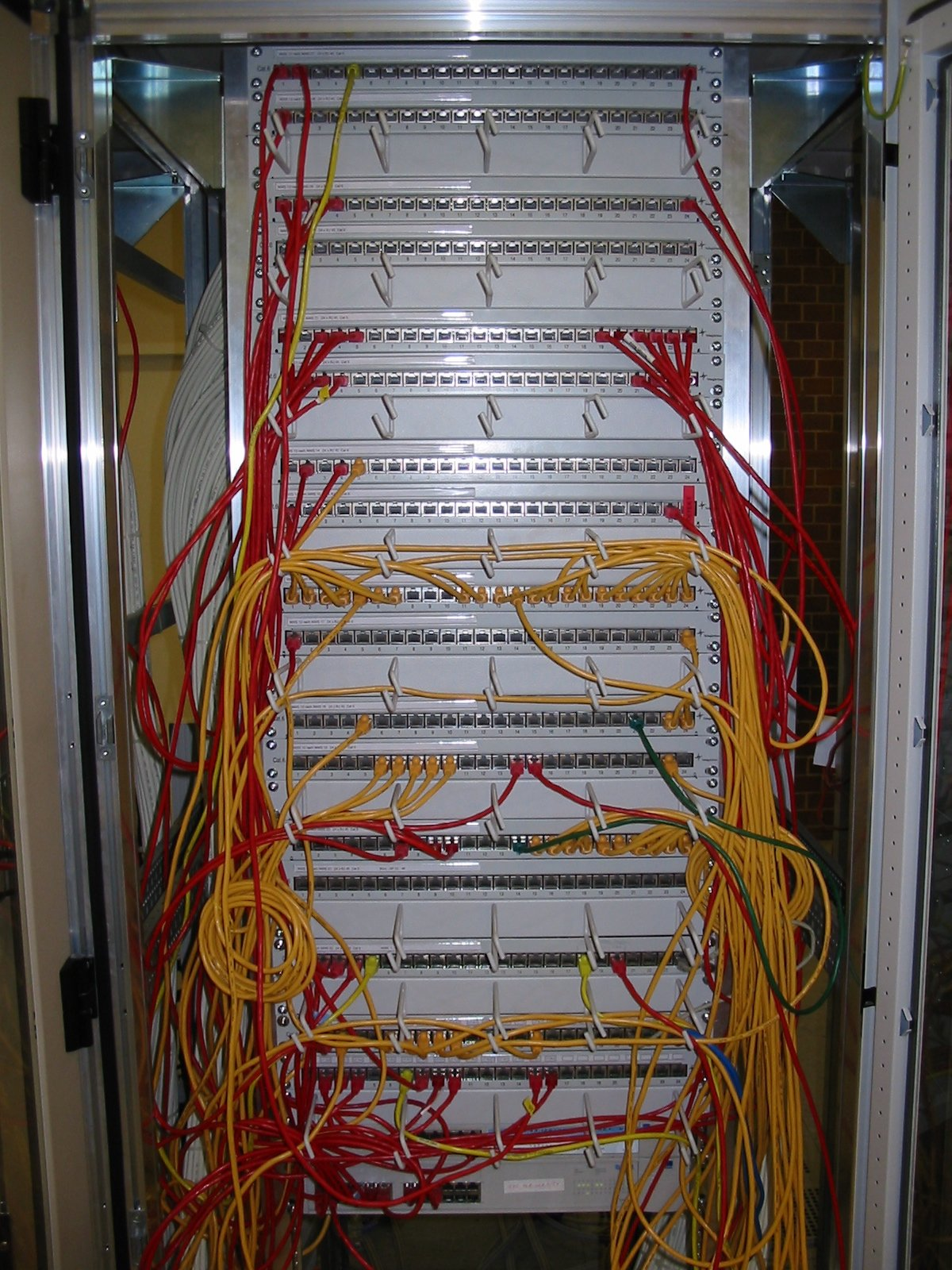
Fronte di un patch panel per connessioni di rete.

- Connessioni di rete per applicazioni informatiche, con connessioni a perforazione d'isolante. Le corde sono normali cavi LAN, in genere della lunghezza di pochi centimetri. I patch panel tipicamente si trovano negli armadi di rete contenenti le apparecchiature infrastrutturali in formato rack (firewall, switch, router, hub, alimentatori, ecc.), oppure in formato da fissare a parete, in genere utilizzato per realizzare reti strutturate in ambito domestico.
- Connessioni in fibra ottica.
- Connessioni elettriche. Le connessioni al patch panel sono realizzate tramite apposite morsettiere e I raccordi con cavi elettrici e connettori isolate, tipo Powerlock e simili.

Nelle connessioni di rete il patch panel è un apparato passivo usato per facilitare la combinazione del cablaggio orizzontale ovvero l'insieme di cavi provenienti dalle prese di rete (o del telefono) di un piano o zona dell'edificio. Agendo sui patch cord si può facilmente separare e modificare (grazie alla numerazione ingresso-utenza) i collegamenti tra utenti (cioè le prese di rete o del telefono) e switch (ad esempio) o centralino, invece che agire direttamente sul cablaggio distribuito (e, per questo, detto strutturato). Un'altra funzione possibile è quella di separare il cablaggio verticale da quello orizzontale. Spesso sono usati i patch panel anche per variare la distribuzione agli utenti di connessioni dati o fonia, senza dover appunto mettere mano al cablaggio.

### Centro stella
Nelle reti cablate con logica a stella, tutti i singoli cavi (posizionati nelle canaline presenti nei muri oppure nei pavimenti flottanti, falsi soffitti, cavedio, etc.) convergono ad un patch panel di area (piano, reparto, zona, etc). Questo patch panel, nei casi di pochi connettori da unire, non è in formato rack. Ogni patch panel di centro stella parziale, tramite switch, è poi collegato a quello principale (tipicamente in una sala CED).

### Struttura
I patch panel più sofisticati hanno una struttura modulare: su ogni pannello sono montati dei moduli che sul lato posteriore ricevono due sezioni di cavo e su quello ANTERIORE hanno due fori sovrapposti corrispondenti alle due sezioni. La struttura modulare permette di comporre patch panel in grado di instradare connessioni di diversi tipi di segnale sullo stesso pannello, risparmiando spazio se il numero dei segnali è limitato. Tipicamente, in un pannello alto un'unità rack è possibile alloggiare 24/26 moduli. È possibile realizzare un pannello con, per esempio, 8 connessioni video, 10 audio e 6 seriali. Naturalmente non è possibile incrociare tra di loro due tipi di segnali diversi.
Come norma generale, anche se non si tratta di una regola fissa, la riga superiore del pannello riceve le connessioni in ingresso al patch panel (e quindi le uscite dalle macchine), mentre quella inferiore invia le connessioni in uscita (e quindi gli ingressi alle macchine).

### Normalizzazione
A seconda dell'uso esistono tre tipi di sezionatori, la cui normalizzazione dei segnali può essere assente o completa, oppure può trattarsi di sezionatori seminormalizzati. La normalizzazione indica il modo in cui gli elementi di un singolo modulo sono cablati internamente.
In un modulo senza normalizzazione, è necessaria una corda per il transito del segnale (oppure un apposito cavo corto a U), mentre in un modulo normalizzato il segnale in ingresso al patch panel è sempre connesso verso l'uscita corrispondente.
A sua volta, in un modulo a normalizzazione completa è possibile prelevare il segnale senza interromperne il transito. Una forzatura dell'uscita interromperà comunque il segnale. Nel caso di un modulo seminormalizzato invece, sia una corda inserita in ingresso che una in uscita interromperanno il transito del segnale.
A seconda del campo di applicazione e delle esigenze di impianto, è preferibile uno dei tre tipi di normalizzazione del segnale. Per esempio, le connessioni seriali e di rete non sono di solito normalizzate, mentre il video molto spesso è seminormalizzato.

## Comparazione tra patch panel e matrici
Nel campo televisivo, l'instradamento dei diversi segnali può cambiare frequentemente, a seconda delle esigenze produttive. Un patch panel è un sistema piuttosto flessibile per realizzare le connessioni richieste, anche se l'impiego di una matrice dedicata è più semplice ed efficiente.
A vantaggio della matrice, c'è il fatto che ogni segnale può essere inviato a ogni destinazione senza nessun limite alla quantità di volte che viene utilizzato, mentre il patch panel è per forza di cose limitato dalla disponibilità di più copie di un segnale, in genere provenienti da un distributore ma comunque presente in un numero limitato di copie.
Con la matrice, inoltre, è possibile realizzare commutazione in maniera più rapida e senza interrompere il segnale, mentre il patch panel richiede un certo tempo di intervento fisico sui pannelli e l'interruzione nel segnale tra una connessione e l'altra.
A vantaggio del patch panel ci sono il costo molto più basso, l'affidabilità e il transito totalmente passivo del segnale, a prescindere dall'alimentazione elettrica e dal corretto funzionamento di qualsiasi apparato elettronico.
Nella pratica comune, in ogni caso, il patch panel e le matrici convivono, in genere sezionando tutti gli ingressi e le uscite della matrice. Questo permette di realizzare semplici by-pass in caso di emergenza. C'è inoltre il vantaggio di non dover mettere in matrice segnali utilizzati raramente, che all'occorrenza sono comunque disponibile sul patch panel.